# Lista monumentelor istorice din județul Sibiu - Ș

Simbol pentru monumentele istorice

Lista monumentelor istorice din județul Sibiu - Ș cuprinde monumentele istorice înscrise în Patrimoniul cultural național al României și aflate în localități ce încep cu litera Ș din județul Sibiu.
Lista completă este menținută și actualizată periodic de către Ministerul Culturii, Cultelor și Patrimoniului Național din România, prin intermediul Institutului Național al Patrimoniului, ultima versiune datând din 2015. Această listă cuprinde și actualizările ulterioare, realizate prin ordin al ministrului culturii.
| Cod LMI                                | Denumire | Localitate                                    | Localizare                                                  | Datare, Creatori                                    | Imagine               | Erori             |
| -------------------------------------- | --- | --------------------------------------------- | ----------------------------------------------------------- | --------------------------------------------------- | --------------------- | ----------------- |
| SB-I-s-B-11997 (RAN: 145747.01)        | Așezare | sat Șeica Mică; comuna Șeica Mică             | „Huesen”, Dealul Hasenberg la V de sat                      | sec. I a. Chr.-I p. Chr., Cultura geto-dacică       | Încarcă foto \| video | Raportează eroare |
| SB-I-s-B-11998 (RAN: 145747.02)        | Necropolă | sat Șeica Mică; comuna Șeica Mică             | „La Troci”, Progadie - cariera de argilă                    | sec. I a. Chr.-I p. Chr., Cultura geto-dacică       | Încarcă foto \| video | Raportează eroare |
| SB-I-s-B-11999 (RAN: 145747.03)        | Situl arheologic de la Șeica Mică | sat Șeica Mică; comuna Șeica Mică             | „Cetatea”                                                   | sec. VI                                             | Încarcă foto \| video | Raportează eroare |
| SB-I-m-B-11999.01 (RAN: 145747.03.05)  | Așezare | sat Șeica Mică; comuna Șeica Mică             | „Cetatea”, pe un promontoriu la E de sat 46.05°N 24.11667°E | sec. VI                                             | Încarcă foto \| video | Raportează eroare |
| SB-I-m-B-11999.02 (RAN: 145747.03.04)  | Așezare | sat Șeica Mică; comuna Șeica Mică             | „Cetatea”, pe un promontoriu la E de sat 46.05°N 24.11667°E | sec. II-III p. Chr.                                 | Încarcă foto \| video | Raportează eroare |
| SB-I-m-B-11999.03 (RAN: 145747.03.03)  | Fortificație | sat Șeica Mică; comuna Șeica Mică             | „Cetatea”, pe un promontoriu la E de sat 46.05°N 24.11667°E | sec. I a. Chr.-I p. Chr., Cultura geto-dacică       | Încarcă foto \| video | Raportează eroare |
| SB-I-m-B-11999.04 (RAN: 145747.03.02)  | Așezare fortificată | sat Șeica Mică; comuna Șeica Mică             | „Cetatea”, pe un promontoriu la E de sat 46.05°N 24.11667°E | Hallstatt                                           | Încarcă foto \| video | Raportează eroare |
| SB-I-m-B-11999.05 (RAN: 145747.03.01)  | Așezare fortificată | sat Șeica Mică; comuna Șeica Mică             | „Cetatea”, pe un promontoriu la E de sat 46.05°N 24.11667°E | Epoca bronzului                                     | Încarcă foto \| video | Raportează eroare |
| SB-I-s-B-12000 (RAN: 145747.04)        | Necropolă de incinerație | sat Șeica Mică; comuna Șeica Mică             | „Dealul Galbrich”, la V de sat                              | sec. I a. Chr.-I p. Chr., Cultura geto-dacică       | Încarcă foto \| video | Raportează eroare |
| SB-I-s-B-12001 (RAN: 145747.05)        | Așezare | sat Șeica Mică; comuna Șeica Mică             | „Șesul Morii”                                               | sec. II - III p. Chr.                               | Încarcă foto \| video | Raportează eroare |
| SB-I-s-B-12002 (RAN: 145774.01)        | Fortificație cu val de pământ și șanț | sat Șura Mare; comuna Șura Mare               | „Valea Rechgraben”                                          | Epocă neprecizată                                   | Încarcă foto \| video | Raportează eroare |
| SB-I-s-B-12003 (RAN: 145774.02)        | Situl arheologic de la Șura Mare | sat Șura Mare; comuna Șura Mare               | „Râsloave”                                                  | Neolitic                                            | Încarcă foto \| video | Raportează eroare |
| SB-I-m-B-12003.01 (RAN: 145774.02.03)  | Urme de locuire suprapusă | sat Șura Mare; comuna Șura Mare               | „Râsloave”                                                  | sec. XI                                             | Încarcă foto \| video | Raportează eroare |
| SB-I-m-B-12003.02 (RAN: 145774.02.01)  | Așezare | sat Șura Mare; comuna Șura Mare               | „Râsloave”                                                  | Neolitic                                            | Încarcă foto \| video | Raportează eroare |
| SB-I-s-B-12004 (RAN: 145809.01)        | Situl arheologic de la Șura Mică | sat Șura Mică; comuna Șura Mică               | La 1 km N de sat, la V de DJ Șura Mică –Ocna Sibiului       | sec. I a. Chr.-I p. Chr.                            | Încarcă foto \| video | Raportează eroare |
| SB-I-m-B-12004.01 (RAN: 145809.01.02)  | Așezare | sat Șura Mică; comuna Șura Mică               | La 1 km N de sat, la V de DJ Șura Mică –Ocna Sibiului       | sec. II - III p. Chr.                               | Încarcă foto \| video | Raportează eroare |
| SB-I-m-B-12004.02 (RAN: 145809.01.01)  | Așezare | sat Șura Mică; comuna Șura Mică               | La 1 km N de sat, la V de DJ Șura Mică –Ocna Sibiului       | sec. I a. Chr.-I p. Chr., Cultura geto-dacică       | Încarcă foto \| video | Raportează eroare |
| SB-II-a-A-12556                        | Ansamblul bisericii evanghelice fortificate | localitatea Șaroș pe Târnave; oraș Dumbrăveni | 137 46.21096°N 24.54483°E                                   | sec. XIV - XVIII                                    | Alte imagini          | Raportează eroare |
| SB-II-m-A-12556.01                     | Biserica evanghelică | localitatea Șaroș pe Târnave; oraș Dumbrăveni | 137                                                         | sec. XIV - înc.sec. XIX                             |                       | Raportează eroare |
| SB-II-m-A-12556.02                     | Incintă fortificată, cu turn, trei bastioane, capelă (fragment), turn de poartă | localitatea Șaroș pe Târnave; oraș Dumbrăveni | 137                                                         | sec. XIII - XVI                                     |                       | Raportează eroare |
| SB-II-m-A-12556.03                     | Casa parohială | localitatea Șaroș pe Târnave; oraș Dumbrăveni | 137                                                         | sec. XVI - XVIII                                    | Încarcă foto \| video | Raportează eroare |
| SB-II-m-B-12557 (RAN: 145676.01)       | Biserica evanghelică | sat Șeica Mare; comuna Șeica Mare             | 122 46.02597°N 24.15305°E                                   | sec. XIV - XVIII,1806 (turn-clopotniță)             | Alte imagini          | Raportează eroare |
| SB-II-m-A-12558 (RAN: 145747.07)       | Casa parohială evanghelică | sat Șeica Mică; comuna Șeica Mică             | 64                                                          | 1754                                                | Încarcă foto \| video | Raportează eroare |
| SB-II-a-A-12559                        | Ansamblul bisericii evanghelice fortificate | sat Șeica Mică; comuna Șeica Mică             | 75 46.05472°N 24.13°E                                       | sec. XIV - XVII                                     | Alte imagini          | Raportează eroare |
| SB-II-m-A-12559.01                     | Biserica evanghelică | sat Șeica Mică; comuna Șeica Mică             | 75                                                          | sec. XIV - XVIII                                    |                       | Raportează eroare |
| SB-II-m-A-12559.02                     | Bastion al fostei incinte interioare | sat Șeica Mică; comuna Șeica Mică             | 75                                                          | sec. XV                                             |                       | Raportează eroare |
| SB-II-m-A-12559.03                     | Incintă fortificată interioară (fragmente), cu turn de poartă și „curtea fântânilor” | sat Șeica Mică; comuna Șeica Mică             | 75                                                          | sec. XV                                             | Încarcă foto \| video | Raportează eroare |
| SB-II-m-A-12559.04                     | Turn al fostei incinte interioare | sat Șeica Mică; comuna Șeica Mică             | 75                                                          | sec. XV - XVII                                      |                       | Raportează eroare |
| SB-II-m-A-12559.05                     | Incintă fortificată exterioară (fragmente) | sat Șeica Mică; comuna Șeica Mică             | 75                                                          | mijl. sec. XVI                                      | Încarcă foto \| video | Raportează eroare |
| SB-II-m-B-12560 (RAN: 145747.08)       | Casa Geiger | sat Șeica Mică; comuna Șeica Mică             | 373                                                         | 1771, transf. ulterioare                            | Încarcă foto \| video | Raportează eroare |
| SB-II-m-B-20923.68                     | Linie ferată îngustă | sat Șelimbăr; comuna Șelimbăr                 | Între km 101+907-106+730                                    | 1898 - 1910                                         |                       | Raportează eroare |
| SB-II-a-A-12561                        | Ansamblul bisericii evanghelice fortificate | sat Șelimbăr; comuna Șelimbăr                 | Str. Mihai Viteazul 284                                     | sec. XIII-XIX                                       | Alte imagini          | Raportează eroare |
| SB-II-m-A-12561.01                     | Biserica evanghelică | sat Șelimbăr; comuna Șelimbăr                 | Str. Mihai Viteazul 284                                     | sec. XIII - XIX, transf. 1423                       |                       | Raportează eroare |
| SB-II-m-A-12561.02                     | Incinta fortificată | sat Șelimbăr; comuna Șelimbăr                 | Str. Mihai Viteazul 284                                     | sec. XVI                                            |                       | Raportează eroare |
| SB-II-m-A-12562                        | Biserica evanghelică | sat Șmig; comuna Alma                         | 62                                                          | a doua jum. a sec. XV - sec. XVIII,1859             | Alte imagini          | Raportează eroare |
| SB-II-a-B-12563 (RAN: 144143.01)       | Ansamblul bisericii evanghelice fortificate | sat Șoala; comuna Axente Sever                | 62                                                          | sf. sec. XV - sec. XIX                              | Alte imagini          | Raportează eroare |
| SB-II-m-B-12563.01 (RAN: 144143.01.02) | Biserica evanghelică | sat Șoala; comuna Axente Sever                | 62                                                          | sf. sec. XV,1832 - 1834                             |                       | Raportează eroare |
| SB-II-m-B-12563.02 (RAN: 144143.01.01) | Incintă fortificată, cu turnuri, fragmente capelă | sat Șoala; comuna Axente Sever                | 62                                                          | sf. sec. XV,1736                                    |                       | Raportează eroare |
| SB-II-m-A-12564                        | Biserica evanghelică | sat Șomartin; comuna Bruiu                    | Str. Cetății 8 45.8558°N 24.67°E                            | sec. XIII - XVI,1795                                | Alte imagini          | Raportează eroare |
| SB-II-a-A-12565 (RAN: 145774.04)       | Ansamblul bisericii evanghelice | sat Șura Mare; comuna Șura Mare               | 452 45.8525°N 24.16972°E                                    | prima jum. a sec. XIII - sec. XIX                   | Alte imagini          | Raportează eroare |
| SB-II-m-A-12565.01 (RAN: 145774.04.02) | Biserica evanghelică | sat Șura Mare; comuna Șura Mare               | 452                                                         | prima jum. sec. XIII - sec. XV,1497, 1643, sec. XIX |                       | Raportează eroare |
| SB-II-m-A-12565.02 (RAN: 145774.04.04) | Casa parohială evanghelică | sat Șura Mare; comuna Șura Mare               | 452                                                         | sec. XIII-XIX                                       | Alte imagini          | Raportează eroare |
| SB-II-m-B-12566 (RAN: 145774.03)       | Biserica de lemn „Bunavestire” | sat Șura Mare; comuna Șura Mare               | Str. Principală 483                                         | 1722 (transferată din Sibiel)                       | Alte imagini          | Raportează eroare |
| SB-II-a-B-12567 (RAN: 145809.05)       | Ansamblul bisericii evanghelice fortificate | sat Șura Mică; comuna Șura Mică               | 406 45.8325°N 24.05361°E                                    | sf. sec. XIII-sec. XVIII                            | Alte imagini          | Raportează eroare |
| SB-II-m-B-12567.01 (RAN: 145809.05.01) | Biserica evanghelică | sat Șura Mică; comuna Șura Mică               | 406                                                         | sf. sec. XIII-sec. XVIII, 1506 (cor și turn)        |                       | Raportează eroare |
| SB-II-m-B-12567.02 (RAN: 145809.05.02) | Incintă fortificată (fragment) | sat Șura Mică; comuna Șura Mică               | 406                                                         | sec. XVI                                            | Încarcă foto \| video | Raportează eroare |
| SB-IV-m-B-12637                        | Monument comemorativ ridicat pe locul bătăliei din 1599 dintre Mihai Viteazul și Andrei Bathory și în cinstea ostașilor români căzuți în primul război mondial" (troiță din lemn, ridicată de ASTRA) | sat Șelimbăr; comuna Șelimbăr                 | La cca. 2 km SV, pe șosea                                   | 1932                                                |                       | Raportează eroare |